# 耿延毅
耿延毅（968年—1019年），辽朝官员，先世受封钜鹿，后来定籍上谷（易州），耿崇美的孙子，耿绍纪的儿子。
他性情沉默，有武略。十七岁时，以恩荫补西头供奉官，转任充御院通进。统和十五年（997年），辽国南征，以他为西南面招讨使。以飞狐为治所，副手居灵丘。耿延毅守卫，抵御宋军。统和十九年（1001年），辽圣宗和太后萧绰率军南征，十一月，遇到大雨，于是班师。宋朝并州、代州、定州的军队攻打辽国边境，被耿延毅击败，斩首千余。辽圣宗任命他为右骁卫将军，赐白金螭头饮器杂衣物。统和二十三年（1005年），到燕京朝见，担任控鹤都指挥使，进位左领军卫大将军，出守归化州。后来历镇长宁军、昭德军，入朝为永兴宫、崇德宫都部署，兼帅武平军，转任户部使加太尉。因为患有风眩，在中京大定府贵德坊求医。开泰八年（1019年）十二月去世，时年五十二岁。辽圣宗特赐白金二十斤，布帛三百段，二十万钱，衣三袭。次年二月，安葬在章武军霸城县柳城西北八角山的祖坟。他娶舅舅韩德崇的女儿，封漆水郡夫人，早亡。韩德崇的妻子梁国太夫人主持将自己的孙女、韩制心的女儿嫁给他，仍封漆水郡夫人。其子耿知新，小字谢奴。